# Ashton Graybiel
Ashton N. Graybiel (* 24. Juli 1902 in Port Huron (Michigan), USA; † 27. Januar 1995 in Pensacola, Florida) war ein US-amerikanischer Kardiologe, Spezialist für Weltraum-Medizin und Autor. Er leitete die sinnesphysiologischen Laboratorien der NASA in Pensacola.

## Leben
Graybiel studierte an der University of Southern California und wurde 1930 an der Harvard Medical School promoviert. Im Jahr 1934 ging er an das „Cardiology Laboratory“ am Massachusetts General Hospital in Boston.
Von 1936 bis 1943 war er am „Fatigue Laboratory“ der Harvard University beschäftigt. Im Zweiten Weltkrieg kam er an das „Naval Aerospace Medical Institute“ in Pensacola, dessen Leiter er nach dem Krieg von 1945 bis 1970 war.
Schließlich war er von 1970 bis 1980 der Leiter der „Abteilung für Biologische Wissenschaften“ am neu gegründeten „Naval Aerospace Medical Research Laboratory“ in Pensacola.
Graybiel war Mitglied zahlreicher Fachorganisationen und 1954 Präsident des „American College of Cardiology“. Er erhielt unzählige Preise einschließlich des „Distinguished Service Award“, der höchsten Auszeichnung der NASA.
Seine Tochter Ann M. Graybiel ist eine bekannte Neurobiologin.

## Werke
Graybiel veröffentlichte mehr als 400 Schriften und Bücher, das letzte, das er mit seinem Schwiegersohn und langjährigen Partner James R. Lackner geschrieben hatte, noch in seinem letzten Lebensjahr 1994. Lackner war 1988 durch seine Beschreibung des Phänomens der Pinocchio-Illusion bekannt geworden.

## Ehrungen
Nach ihm wurde das „Ashton Graybiel Spatial Orientation Laboratory“ an der Brandeis University benannt, das am 20. Oktober 1982 seine Arbeit begann.